# Пальма, Луис
Луи́с Энри́ке Па́льма Осеге́ра (исп. Luis Enrique Palma Oseguera; род. 17 января 2000, Ла-Сейба) — гондурасский футболист, полузащитник клуба «Селтик». Участник Олимпийских игр 2020 года в Токио.

## Клубная карьера
Является воспитанником клуба «Вида» из его родного города Ла-Сейба. В его составе прошёл путь от детских и юношеских команд до основной. 10 сентября 2017 года в 17-летнем возрасте дебютировал за основной состав клуба в чемпионате Гондураса в домашней игре с «Гондурас Прогресо». Пальма вышел в стартовом составе и на 39-й минуте встречи забил свой первый гол в карьере. В середине второго тайма был заменён.
12 февраля 2019 года на правах аренды до конца года перешёл в американский «Реал Монаркс», выступающий в USL. Первую игру за новую команду провёл 9 марта против «Сакраменто Рипаблик», выйдя в стартовом составе. Гондурасец отыграл 86 минут, после чего был заменён. 28 июля забил первый мяч, отличившись на шестой добавленной к первому тайму минуте, что не помогло его команде уйти от поражения в матче с «Сан-Антонио». Этот мяч стал единственным за время аренды, по итогам которой Луис принял участие в 13 матчах.
После окончания срока аренды Пальма вернулся в «Виду», где провёл остаток сезона в Гондурасе. В следующем сезоне полузащитник принял участие в 26 встречах, в которых забил 13 мячей, став лучшим бомбардиром команды.

## Карьера в сборной
В 2017 году в составе юношеской сборной Гондураса принимал участие в чемпионате мира. На турнире принял участие во всех трёх встречах группового этапа, по итогам которого сборная вошла в число лучших команд, занявших третье место в группе, и вышла в плей-офф, уступив там сборной Бразилии в 1/8 финала.
В октябре 2020 года был впервые вызван в национальную сборную на товарищескую игру с Никарагуа, но на поле так и не появился.
Летом 2021 года в составе олимпийской сборной Гондураса принимал участие в футбольном турнире Олимпийских игр 2020 года в Токио. Дебютировал на играх 22 июля в первом матче группового этапа против Румынии. В следующей игре с Новой Зеландией Пальма в добавленное к первому тайму время забил гол, благодаря чему сборная сравняла счёт, а потом и выиграла встречу.

## Клубная статистика
| Выступление      | Выступление         | Выступление      | Лига | Лига | Кубки | Кубки | Конт. кубки | Конт. кубки | Итого | Итого |
| Клуб             | Лига                | Сезон            | Игры | Голы | Игры  | Голы  | Игры        | Голы        | Игры  | Голы  |
| ---------------- | ------------------- | ---------------- | ---- | ---- | ----- | ----- | ----------- | ----------- | ----- | ----- |
| Вида             | Лига Насьонал       | 2017/18          | 14   | 2    | 0     | 0     | 0           | 0           | 14    | 2     |
| Вида             | Лига Насьонал       | 2018/19          | 4    | 1    | 0     | 0     | 0           | 0           | 4     | 1     |
| Вида             | Лига Насьонал       | 2019/20          | 9    | 2    | 0     | 0     | 0           | 0           | 9     | 2     |
| Вида             | Лига Насьонал       | 2020/21          | 26   | 13   | 0     | 0     | 0           | 0           | 26    | 13    |
| Вида             | Лига Насьонал       | 2021/22          | 17   | 6    | 0     | 0     | 0           | 0           | 17    | 6     |
| Вида             | Итого               | Итого            | 70   | 23   | 0     | 0     | 0           | 0           | 70    | 23    |
| → Реал Монаркс   | Чемпионшип ЮСЛ      | 2019             | 13   | 1    | 0     | 0     | 0           | 0           | 13    | 1     |
| → Реал Монаркс   | Итого               | Итого            | 13   | 1    | 0     | 0     | 0           | 0           | 13    | 1     |
| Арис             | Греческая Суперлига | 2021/22          | 11   | 2    | 0     | 0     | 0           | 0           | 11    | 2     |
| Арис             | Итого               | Итого            | 11   | 2    | 0     | 0     | 0           | 0           | 11    | 2     |
| Всего за карьеру | Всего за карьеру    | Всего за карьеру | 94   | 26   | 0     | 0     | 0           | 0           | 94    | 26    |